# آرزوی مرگ ۳
آرزوی مرگ ۳ (به انگلیسی: Death Wish 3) یک فیلم انتقام‌جویانه و دلهره‌آور آمریکایی محصول سال ۱۹۸۵ به کارگردانی و تدوین مایکل وینر با بازی چارلز برانسون است. این سومین فیلم و آخرین قسمتی است که توسط وینر در سری فیلم‌های آرزوی مرگ کارگردانی شده‌است. قسمت چهارم در سال ۱۹۸۷ منتشر شد.
در این فیلم چارلز برانسون در نقش قاتل هوشیار پائول کرسی بازی می‌کند و او را در حال مبارزه با باندهای پانک خیابانی نیویورک می‌بیند در حالی که از یک ستوان محلی (اد لاتر) حمایت ضمنی دریافت می‌کند. علیرغم وقوع در شهر نیویورک، برخی از فیلمبرداری‌ها در لندن فیلمبرداری شد تا هزینه‌های تولید کاهش یابد.

## بازخوردها

### گیشه
این فیلم در ۱ نوامبر ۱۹۸۵ در ۱۴۶۰ پرده اکران شد و با فروش ۵٫۳۱۹٫۱۱۶ دلار، شماره یک گیشه آخر هفته ایالات متحده بود. آخر هفته بعد هم شماره یک بود. فروش این فیلم در هفت هفته ۱۶٫۱ میلیون دلار بود. سود حاصل از انتشار خارجی، ویدئو، و تلویزیون برای تبدیل شدن به یک انتشار سودآور برای فیلم‌های کانن کافی بود.

### واکنش انتقادی
در متاکریتیک بر اساس رای ۹ منتقد دارای امتیاز ۱۸ از ۱۰۰ می‌باشد، کارگردان نشان دهنده ضعف فیلم است.

## بازیگران
- چارلز برانسون … پاول کرسی
- دبورا رفین … کاترین دیویس
- اد لاتر … بازرس ریچارد شریکر
- مارتین بالسام … بنت کراس
- گاوان اوهرلیهی … مانی فراککر
- الکس وینتر … هرموسا
- مارینا سرتیس … ماریا

## فیلمبرداری
فیلمبرداری در ۱۹ آوریل ۱۹۸۵ در منطقه «جنایت زده» بروکلین آغاز شد. مکان‌های دیگر نیویورک مورد استفاده برای فیلم عبارتند از: پل کوئینزبورو، ترمینال اتوبوسرانی بندر، و لانگ آیلند.